# Grigore V Ghica
Pour les articles homonymes, voir Ghica.
Grigore V Ghica ou Grigorie Alexandru Ghica X ou encore Grégoire Ghyka, né le 27 août 1807 et mort le 24 août 1857, membre de la Famille princière Ghica, est Hospodar de Moldavie de 1849 à 1853 puis de  1854 à 1856.

## Origine et jeunesse
Grigore V Ghica appartient à la famille Ghica il est le fils d’Alexandre Ghica (1768-1850) Mare Logofãt et Mare Cancelar de Moldavie et d’Elena Sturdza. Il descend de Matei Ghica un frère du prince Grigore III Ghica exécuté en 1777.
Il est en outre le neveu maternel du prince Mihail Sturdza et le gendre du prince Ioan Sturdza. Issu du milieu princier moldave, il fait ses études en Europe occidentale en Allemagne et en France et prend part comme membre du « Parti National » au mouvement qui amène le retrait de son oncle Mihail Sturdza.

## Un prince réformateur
Le Révolution roumaine de 1848 entraîne la déchéance du prince Mihail Sturdza et l’occupation du pays par les forces russes et turques. La convention de Balta-Liman signée entre les deux puissances le 1er mai 1849 prévoit la nomination de nouveaux princes pour une durée de sept années et la suppression de l’assemblée élue qui est remplacée par un Divan nommé par le prince.
C’est dans ce contexte que Grigore V Ghica devient prince de Moldavie en mai 1849. Comme son homologue de Valachie Barbu Démètre Știrbei avec qui il doit se rendre à Constantinople pour recevoir son investiture il est un partisan convaincu de l’union des deux principautés roumaines.
Dès son entrée en fonction il met en œuvre des réformes urgentes avant même le départ des troupes d’occupation russo-turques. C’est ainsi qu’il crée un ministère des travaux publics et qu’il prend des mesures destinées à garantir le pays contre les épizooties qui déciment les troupeaux.
En matière fiscale il augmente les droits d’entrée des marchandises de 3 à 5 % à partir de 1850 et réduit les droits sur les exportations de 12 à 5 %.
Imprégné d'humanisme, il réglemente les rapports entre les paysans et les propriétaires fonciers (1851), rétablit l’enseignement du roumain et supprime les restrictions imposées aux musulmans, aux Juifs, aux catholiques et aux protestants pour résider dans le pays. Il fonde des établissements de bienfaisance dont un hôpital pour enfants et un autre pour infirmes.

## Fin de règne
Le conflit d‘intérêt entre l’Empire russe et les puissances occidentales sur l’avenir de l’Empire ottoman est à l'origine de la guerre de Crimée.
Dès octobre 1853, la Moldavie est assujettie à une administration militaire russe (octobre 1853-septembre 1854) et lorsque cette dernière s’achève, des troupes d’occupations autrichiennes interviennent dans le pays à la suite du départ des Russes, pour préserver les intérêts ottomans (juin 1854 – mars 1857). Le Congrès de Paris le 30 mars 1856 met fin aux hostilités mais laisse toutefois les principautés roumaines sous la suzeraineté de la Sublime Porte dans l’attente de la réunion d’une Commission Européenne à Bucarest. Toutefois, la Moldavie obtient à cette occasion la rétrocession par l'Empire russe d'une frange de territoire bessarabien dans le Bugeac, au nord des bouches du Danube, ce qui lui rend son accès à la mer Noire. Quelque 22 ans plus tard, la Russie reprend ce territoire mais la Moldavie unie à la Valachie reçoit en échange la Dobrogée, province maritime avec le port de Constanza, cédée par l'Empire ottoman.
Grégoire V Ghica doit se retirer à l’échéance de son mandat de prince le 16 juillet 1856. Il est immédiatement remplacé par un Caïmacan unique Teodor Balș qui est l’homme des Autrichiens et des Turcs, opposé comme eux à l’union des principautés et qui n’a d’ambitions que personnelles car il aspire à devenir prince. Le prince Grigore V Ghica se retire en France où, bien que riche et francophile, il est mal accueilli par Napoléon III qui lui reproche de s’être maintenu dans l’expectative pendant la guerre de Crimée. Découragé, Ghica se suicide le 24 août 1857 à l'âge de 50 ans dans sa propriété du Mée près de Paris. Il est inhumé dans le cimetière de la commune.

## Unions et postérité
Grigore V Ghica a trois épouses :
1) la princesse Elena fille de Ioan Sturdza (4 enfants)
2) en 1835 Ana Catargi (2 enfants)
3) le 9 octobre 1856 à Paris, Euphrosine Leroy, veuve Rollin (2 enfants).
Il est le grand-père de Vladimir Ghika.

## Note
1. ↑  La monarchie est élective dans les principautés roumaines de Moldavie et de Valachie. Le souverain (voïvode, hospodar ou domnitor selon les époques et les sources) est élu par (et souvent parmi) les boyards, puis agréé par les Ottomans : pour être nommé, régner et se maintenir, il s'appuie sur les partis de boyards et fréquemment sur les puissances voisines, russe et turque, car jusqu'en 1859 les deux principautés sont vassales et tributaires de la « Sublime Porte ». Le candidat au trône devait ensuite "amortir ses investissements" par sa part sur les taxes et impôts, verser en outre le tribut aux Ottomans, payer ses mercenaires et s'enrichir néanmoins. Pour cela, un règne d'un semestre au moins était nécessaire, mais la "concurrence" était rude, certains princes ne parvenaient pas à se maintenir assez longtemps sur le trône, et devaient réessayer. Cela explique le "jeu des chaises musicales" sur les trônes, la brièveté de beaucoup de règnes, les règnes interrompus et repris, et parfois les règnes à plusieurs (co-princes). Quant au gouvernement, il est assuré par les ministres et par le Sfat domnesc (conseil des boyards).
Concernant le tribut aux Turcs, la vassalité des principautés roumaines envers l'Empire ottoman ne signifie pas, comme le montrent par erreur beaucoup de cartes historiques, qu'elles soient devenues des provinces turques et des pays musulmans. Seuls quelques petits territoires moldaves et valaques sont devenus ottomans : en 1422 la Dobrogée au sud des bouches du Danube, en 1484 la Bessarabie alors dénommée Boudjak, au nord des bouches du Danube (ce nom ne désignait alors que les rives du Danube et de la mer Noire), en 1538 les rayas de Brăila alors dénommée Ibrahil et de Tighina alors dénommée Bender, et en 1713 la raya de Hotin. Le reste des principautés de Valachie et Moldavie (y compris la Moldavie entre Dniestr et Prut qui est appelée Bessarabie en 1812, lors de l'annexion russe) ont conservé leurs propres lois, leur religion orthodoxe, leurs boyards, princes, ministres, armées et autonomie politique (au point de se dresser plus d'une fois contre le Sultan ottoman). Les erreurs cartographiques et historiques sont dues à l'ignorance ou à des simplifications réductrices. Voir Gilles Veinstein et Mihnea Berindei : L'Empire ottoman et les pays roumains, EHESS, Paris, 1987.
2. ↑  Traditionnellement, les musulmans considèrent les Principautés roumaines tributaires de l’Empire ottoman, comme situées dans le Dar el Ahd ("maison de la trêve", en arabe : دار العهد), qui définit de jure leur statut d’États chrétiens orthodoxes vassaux des Ottomans musulmans, où seuls des orthodoxes pouvaient être citoyens : les musulmans, avdétis, romaniotes et sépharades étaient sujets et protégés de l'Empire ottoman, les catholiques, protestants et ashkénazes étaient sujets et protégés de l'Empire des Habsbourg ou des États d'Europe centrale et occidentale dont ils étaient originaires. Certaines fonctions, droits et devoirs, comme servir l’État, faire le service militaire, acquérir des terres et ouvrir des entreprises, étaient réservés aux citoyens orthodoxes : voir Gilles Veinstein et Mihnea Berindei, L'Empire ottoman et les pays roumains, EHESS, Paris, 1987.
3. ↑  Le « Règlement Organique » de 1834 prévoit qu’un collège de trois Caïmacan devait assurer l’intérim des princes
4. ↑  « Mée-Sur-Seine », sur ghika.net (consulté le 8 mai 2025).